# Lista ciał planetarnych w Układzie Słonecznym
Lista ciał planetarnych w Układzie Słonecznym, zawiera wszystkie znane planety, planety karłowate oraz satelity rozmiarów planetarnych. Pozwala to na gromadzenie danych o ciałach wielkości planet w Układzie Słonecznym i ich charakterystyce, koncentrując się na specyficznych ciałach ważnych dla możliwej kolonizacji Układu Słonecznego. Dla tych obiektów, dla których dostępne są odpowiednie dane, zamieszczono też schematy budowy wewnętrznej. Ciała pogrupowane są w układy planeta-księżyc i podzielone na główne strefy Układu Słonecznego. Satelity są uszeregowane według odległości od macierzystej planety.
| Planeta | Satelita | Planeta karłowata |

| Region                        | Nazwa                                                                            | Typ               | Zdjęcie | Wnętrze | Średnica [km] | Przyspieszenie grawitacyjne na powierzchni [m/s²] | Prędkość ucieczki [km/s] | Dzień słoneczny [h] | Powierzchnia [km²×106] | Powierzchnia (suma układu) |
| ----------------------------- | -------------------------------------------------------------------------------- | ----------------- | ------- | ------- | ------------- | ------------------------------------------------- | ------------------------ | ------------------- | ---------------------- | -------------------------- |
| P L A N E T Y S K A L I S T E | Merkury                                                                          | planeta           |         |         | 4878          | 3,70                                              | 4,2                      | 4223                | 75                     | 75                         |
| P L A N E T Y S K A L I S T E | Wenus                                                                            | planeta           |         |         | 12104         | 8,9                                               | 10,4                     | 2802                | 460                    | 460                        |
| P L A N E T Y S K A L I S T E | Ziemia                                                                           | planeta           |         |         | 12756         | 9,8                                               | 11,2                     | 24                  | 510,1                  | 548                        |
| P L A N E T Y S K A L I S T E | Księżyc                                                                          | satelita          |         |         | 3476          | 1,62                                              | 2,4                      | 731                 | 37,9                   | 548                        |
| P L A N E T Y S K A L I S T E | Mars                                                                             | planeta           |         |         | 6786          | 3,72                                              | 5,0                      | 25                  | 144,8                  | 144,8                      |
| P L A N E T Y S K A L I S T E | Ceres                                                                            | planeta karłowata |         |         | 950           | 0,26                                              | 0,5                      | 9                   | 2,8                    | 2,8                        |
| G A Z O W E O L B R Z Y M Y   | Jowisz                                                                           | planeta           |         |         | 142700        | 24,9                                              | 59,6                     | 10                  |                        | 232,9                      |
| G A Z O W E O L B R Z Y M Y   | Io                                                                               | satelita          |         |         | 3630          | 1,81                                              | 2,6                      | 42                  | 41,9                   | 232,9                      |
| G A Z O W E O L B R Z Y M Y   | Europa                                                                           | satelita          |         |         | 3138          | 1,3                                               | 2,0                      | 85                  | 31                     | 232,9                      |
| G A Z O W E O L B R Z Y M Y   | Ganimedes                                                                        | satelita          |         |         | 5268          | 1,42                                              | 2,7                      | 172                 | 87                     | 232,9                      |
| G A Z O W E O L B R Z Y M Y   | Kallisto                                                                         | satelita          |         |         | 4800          | 1,25                                              | 2,5                      | 402                 | 73                     | 232,9                      |
| G A Z O W E O L B R Z Y M Y   | Saturn                                                                           | planeta           |         |         | 120400        | 10,45                                             | 35,5                     | 11                  |                        | 106                        |
| G A Z O W E O L B R Z Y M Y   | Mimas                                                                            | satelita          |         |         | 397           | 0,064                                             | 0,16                     | 23                  | 0,5                    | 106                        |
| G A Z O W E O L B R Z Y M Y   | Enceladus                                                                        | satelita          |         |         | 504           | 0,11                                              | 0,24                     | 33                  | 0,8                    | 106                        |
| G A Z O W E O L B R Z Y M Y   | Tetyda                                                                           | satelita          |         |         | 1060          | 0,15                                              | 0,4                      | 45                  | 3,6                    | 106                        |
| G A Z O W E O L B R Z Y M Y   | Dione                                                                            | satelita          |         |         | 1120          | 0,23                                              | 0,5                      | 66                  | 4                      | 106                        |
| G A Z O W E O L B R Z Y M Y   | Rhea                                                                             | satelita          |         |         | 1528          | 0,26                                              | 0,6                      | 108                 | 7,3                    | 106                        |
| G A Z O W E O L B R Z Y M Y   | Tytan                                                                            | satelita          |         |         | 5150          | 1,36                                              | 2,6                      | 383                 | 83                     | 106                        |
| G A Z O W E O L B R Z Y M Y   | Japet                                                                            | satelita          |         |         | 1436          | 0,21                                              | 0,5                      | 1918                | 6,7                    | 106                        |
| G A Z O W E O L B R Z Y M Y   | Uran                                                                             | planeta           |         |         | 51100         | 8,9                                               | 21,3                     | 17                  |                        | 24,3                       |
| G A Z O W E O L B R Z Y M Y   | Miranda                                                                          | satelita          |         |         | 472           | 0,08                                              | 0,2                      | 34                  | 0,7                    | 24,3                       |
| G A Z O W E O L B R Z Y M Y   | Ariel                                                                            | satelita          |         |         | 1160          | 0,27                                              | 0,6                      | 60                  | 4,2                    | 24,3                       |
| G A Z O W E O L B R Z Y M Y   | Umbriel                                                                          | satelita          |         |         | 1170          | 0,23                                              | 0,5                      | 99                  | 4,3                    | 24,3                       |
| G A Z O W E O L B R Z Y M Y   | Tytania                                                                          | satelita          |         |         | 1578          | 0,38                                              | 0,8                      | 209                 | 7,8                    | 24,3                       |
| G A Z O W E O L B R Z Y M Y   | Oberon                                                                           | satelita          |         |         | 1522          | 0,35                                              | 0,7                      | 323                 | 7,3                    | 24,3                       |
| G A Z O W E O L B R Z Y M Y   | Neptun                                                                           | planeta           |         |         | 49500         | 11,2                                              | 23,6                     | 16                  |                        | 23                         |
| G A Z O W E O L B R Z Y M Y   | Tryton                                                                           | satelita          |         |         | 2706          | 0,78                                              | 1,5                      | 141                 | 23                     | 23                         |
| T R A N S N E P T U N O W E   | Pluton                                                                           | planeta karłowata |         |         | 2346          | 0,62                                              | 1,2                      | 153                 | 18                     | 22,6                       |
| T R A N S N E P T U N O W E   | Charon                                                                           | satelita          |         | [ d ]   | 1205          | 0,33                                              | 0,6                      | 153                 | 4,6                    | 22,6                       |
| T R A N S N E P T U N O W E   | Makemake                                                                         | planeta karłowata |         |         | ~1454         | ~0,5                                              | ~0,8                     |                     | ~7                     | ~7                         |
| T R A N S N E P T U N O W E   | Eris                                                                             | planeta karłowata |         |         | 2326          | 0,67                                              | 1,3                      | >8                  | 18,1                   | 18,1                       |
| T R A N S N E P T U N O W E   | Istnieje także wiele dużych obiektów transneptunowych nieopisanych w tej tabeli. |                   |         |         |               |                                                   |                          |                     |                        |                            |